# Kamil Majchrzak
Kamil Majchrzak (* 13. ledna 1996 Piotrków Trybunalski) je polský profesionální tenista. Ve své dosavadní kariéře na okruhu ATP Tour nevyhrál žádný turnaj. Na challengerech ATP a okruhu ITF získal dvanáct titulů ve dvouhře a šest ve čtyřhře.
Na žebříčku ATP byl ve dvouhře nejvýše klasifikován v únoru 2022 na 75. místě a ve čtyřhře v srpnu 2016 na 241. místě. V roce 2020 se jeho trenérem stal bývalý švédský tenista Joakim Nyström.
V polském daviscupovém týmu debutoval v roce 2015 utkáním úvodního kola 1. skupiny zóny Evropy a Afriky proti Litvě, v němž prohrál závěrečnou dvouhru s Laurynasem Grigelisem. Poláci přesto zvítězili 3:2 na zápasy. Do dubna 2022 v soutěži nastoupil k třinácti mezistátním utkáním s bilancí 10–8 ve dvouhře a 0–0 ve čtyřhře.
Polsko reprezentoval na odložených Letních olympijských hrách 2020 v Tokiu, kde v úvodním kole mužské dvouhry podlehl Srbu Miomiru Kecmanovićovi.

## Tenisová kariéra
V juniorském tenise vyhrál s Američanem Martinem Redlickim čtyřhru US Open 2013, když ve finále zdolali francouzsko-portugalský pár Quentin Halys a Frederico Ferreira Silva. Na juniorském kombinovaném žebříčku ITF figuroval nejvýše během srpna 2014 na 7. místě. Na Letních olympijských hrách mládeže 2014 v Nankingu získal zlatou medaili ve dvouhře a bronz si odvezl s Fanny Stollárovou ze smíšené soutěže.
V rámci ATP Challenger Tour debutoval v červenci 2015, když na turnaji v Poznani dotovaném 30 tisíci podlehl v úvodním kole Švýcarovi Henrimu Laaksonenovi z konce druhé světové stovky. První challenger vyhrál během března 2019 ve francouzském Saint Brieuc. Do finále postoupil přes Ričardase Berankise a v něm zdolal Francouze Maxima Janviera, jemuž patřila na žebříčku 210. příčka.
Na okruhu ATP Tour debutoval červnovým Antalya Open 2017, kde prošel kvalifikací. Na úvod dvouhry jej zdolal Ital Andreas Seppi. První zápas v této úrovni vyhrál na travnatém Hall of Fame Open 2019 v Newportu, kde porazil Brita Alastaira Graye. Premiérové čtvrtfinále si zahrál na halovém Sofia Open 2021. Jeho cestu soutěží ukončil Srb Filip Krajinović ze čtvrté světové desítky. V prvním semifinále na únorovém Maharashtra Open 2022 v Puné jej vyřadil Fin Emil Ruusuvuori.
Debut v hlavní soutěži nejvyšší grandslamové kategorie zaznamenal v mužském singlu Australian Open 2019 po zvládnuté tříkolové kvalifikaci. V úvodním kole však skrečoval kvůli křečím v rozhodujícím pátém setu světové devítce Kei Nišikorimu. Až jako šťastný poražený postoupil z kvalifikace do dvouhry US Open 2019, v níž přehrál Nicoláse Jarryho i Pabla Cuevase v pětisetových bitvách. Následně však nenašel recept na Grigora Dimitrova z osmé desítky žebříčku.

## Dopingová aféra
International Tennis Integrity Agency 9. prosince 2022 oznámila, že porušil protidopingová pravidla. Ve vzorcích odebraných na třech turnajích (Sofia Open 2022, Rakuten Japan Open Tennis Championships 2022 a Seoul Open Challenger 2022) byla zjištěna přítomnost zakázaných látek, proto byl s okamžitou účinností dočasně suspendován z účasti na tenisových turnajích. Své rozhodnutí ITIA potvrdila 29. června 2023 a stanovila třináctiměsíční suspendaci, která vyprší 29. prosince 2023. Majchrzak verdikt akceptoval s výhradou, že zakázané látky užil nevědomky coby součást potravinového doplňku.

## Tituly na challengerech ATP a okruhu ITF
| Legenda                |
| ---------------------- |
| Challengery (4 D; 1 Č) |
| ITF (8 D; 5 Č)         |

### Dvouhra (12 titulů)
| Č. | datum         | turnaj                  | povrch    | poražený finalista      | výsledek           |
| -- | ------------- | ----------------------- | --------- | ----------------------- | ------------------ |
| 1. | březen 2014   | Cartagena, Španělsko    | antuka    | Roberto Carballés Baena | 1–6, 7–6(7–4), 6–3 |
| 2. | červenec 2014 | Michalovce, Slovensko   | antuka    | Filip Brtnický          | 6–2, 6–3           |
| 3. | duben 2015    | Reus, Španělsko         | antuka    | Marc Giner              | 6–3, 6–2           |
| 4. | květen 2015   | Bacău, Rumunsko         | antuka    | Dragoș Dima             | 6–1, 6–2           |
| 5. | květen 2016   | Čerkassy, Ukrajina      | antuka    | Vladyslav Manafov       | 6–2, 6–4           |
| 6. | červen 2016   | Sopoty, Polsko          | antuka    | Andriej Kapaś           | 7–5, 6–4           |
| 7. | leden 2017    | Antalya, Turecko        | tvrdý     | Liam Broady             | 5–7, 6–3, 6–3      |
| 8. | říjen 2017    | Rodez, Francie          | tvrdý (h) | Antoine Hoang           | 7–6(7–3), 2–6, 6–1 |
| 1. | březen 2019   | Saint Brieuc, Francie   | tvrdý (h) | Maxime Janvier          | 6–3, 7–6(7–1)      |
| 2. | květen 2019   | Ostrava, Czech Republic | antuka    | Jannik Sinner           | 6–1, 6–0           |
| 3. | září 2020     | Prostějov, Česko        | antuka    | Pablo Andújar           | 6–2, 7–6(7–5)      |
| 4. | říjen 2022    | Pusan, Jižní Korea      | tvrdý     | Radu Albot              | 6–4, 3–6, 6–2      |

### Čtyřhra (6 titulů)
| Č. | datum       | turnaj                    | povrch    | spoluhráč          | poražení finalisté                       | výsledek          |
| -- | ----------- | ------------------------- | --------- | ------------------ | ---------------------------------------- | ----------------- |
| 1. | leden 2015  | Káhira, Egypt             | antuka    | Maxime Janvier     | Na Jung-woong Yun Jae-won                | 6–2, 6–2          |
| 2. | únor 2016   | Paguera, Španělsko        | antuka    | Tomislav Brkić     | Carlos Taberner Kento Jamada             | 6–3, 6–4          |
| 3. | červen 2016 | Breda, Nizozemsko         | antuka    | Tomislav Brkić     | Karim-Mohamed Maamoun Ilija Vučić        | 6–0, 6–2          |
| 4. | březen 2017 | Antalya, Turecko          | antuka    | Pedro Sakamoto     | Pedro Bernardi Christopher Díaz Figueroa | 6–2, 6–2          |
| 5. | červen 2017 | Jablonec nad Nisou, Česko | antuka    | Jan Choinski       | Petr Michnev Matěj Vocel                 | 7–6(7–4), 6–3     |
| 1. | říjen 2020  | Hamburk, Německo          | tvrdý (h) | Marc-Andrea Hüsler | Lloyd Glasspool Alex Lawson              | 6–3, 1–6, [20–18] |